# Nina Vedeneyeva
Nina Yevguénievna Vedenéyeva (ruso: Нина Евгеньевна Веденеева; Tiflis, Virreinato del Cáucaso, Imperio ruso, 1 de diciembre de 1882-Moscú, Unión Soviética, 31 de diciembre de 1955) fue una física soviética dedicada al estudio de los cristales minerales y su coloración. Dirigió numerosos departamentos en instituciones como el Instituto de Recursos Minerales de la Unión Soviética (ru), el Instituto de Ciencias Geológicas y el Instituto de Cristalografía, y realizó investigaciones sobre las variantes de color de los minerales arcillosos y la clasificación de las arcillas presentes en los tintes orgánicos. Destacó por el desarrollo y diseño de instrumentos para mejorar los métodos de cristalografía óptica. Recibió el Premio Stalin y la Orden de Lenin por sus estudios científicos e inventos y fue la última pareja-musa de la poetisa Sofía Parnok.

## Infancia y educación
Hija de Pelagueya Ivanovna Avdeyeva (ruso: Пелагея Ивановна Авдеева) y Yevgueni Lvovich Vedeneyev (ruso: Евгений Львович Веденеев). Vedeneyeva tuvo tres hermanos: Olga, que se dedicó a la música y vivió en Japón; Borís, que fue ingeniero hidráulico y académico; y María (ruso: Мария Евгеньевна Успенская-Веденеева), que se volvió arquitecta en Leningrado. Tras finalizar sus estudios en el gymnasium, Vedeneyeva, animada por su padre, emigró al extranjero para estudiar arquitectura en Bélgica. En dirección a Gante, se detuvo en Lieja y conoció a su futuro marido casi de inmediato, Leonid Ivanovich Sirotinsky (ru). Él estudiaba en el Instituto Electrotécnico de Lieja, por lo que Vedeneyeva cambió de planes e ingresó en la misma escuela. En enero de 1902, su padre fue asesinado y ella regresó a casa hasta la primavera. Tras un año de estudios, Vedeneyeva abandonó la escuela y el 28 de julio de 1903, en la iglesia ortodoxa rusa de Bruselas, ella y Sirotinsky contrajeron matrimonio. Terminó sus estudios y la pareja regresó a la casa paterna en Nikolaev, donde a finales de año nació su hijo, Yevgeny.

## Carrera
En 1907, Vedeneyeva ingresó en el Departamento de Química de los Cursos Bestuzhev y se graduó en 1912-13. En 1912 se graduó en la Academia de Ciencias de la Unión Soviética, y en 1913 aprobó su examen en la Universidad de Moscú. En 1914 comenzó a impartir clases y a realizar investigaciones en los Cursos Bestuzhev, que más tarde se fusionarían con la Segunda Universidad Estatal de Moscú, y en el Instituto de Tecnología Química Fina. En 1915 se matriculó en el Departamento de Matemáticas y aprobó el examen en 1916. Siguió enseñando primero química y luego cursos sobre materia atómica, radiactividad y pedagogía hasta 1919 en la Segunda Universidad. Ese año se divorció de Sirotinsky y se fue de vacaciones con Eugenia Avramenko (ruso: Евгении Ивановны Авраменко) de nuevo a Nikolaev, donde vivía su hijo. Al no poder regresar a Moscú debido a la ofensiva del rebelde Anton Denikin contra la ciudad, ella y Avramenko se dirigieron a la ciudad natal de Avramenko y encontraron empleo trabajando en el Gimnasio Femenino de Melitópol durante los dos años siguientes.
A partir de 1921, tanto Vedeneyeva como Avramenko enseñaron en la Universidad Estatal Forestal de Moscú. Vedeneyva impartió clases de física hasta que fue transferida a Leningrado en 1925. Avramenko también fue transferida el mismo año. Al año siguiente, el hijo de Vedeneyva, Yevgeny, que estudiaba en la Escuela Técnica Superior de Moscú, fue detenido y acusado de ser enemigo del Estado por participar en el escultismo, una actividad prohibida. Tras pasar seis meses en el campo de prisioneros de Solovki, se le prohibió vivir en ninguna de las grandes ciudades rusas y fue enviado al exilio a Glázov. Probablemente fue en este periodo, en 1927, cuando Vedeneyeva conoció a Sofía Parnok, ya que la entonces compañera de Parnok, Olga Nikolaevna Tsuberbiller, era colega de Vedeneyeva. Tsuberbiller era matemática y había escrito el libro de texto estándar utilizado durante varias décadas en las escuelas secundarias de la URSS. Ayudó a Vedeneyeva a conseguir los libros de texto que Yevgeny necesitaba para completar su carrera en matemáticas. En 1929, continuó su exilio en Tver y no se le permitió regresar a Moscú hasta 1931.
En 1930, Vedeneyeva se convirtió en jefa del departamento de óptica cristalina del Instituto de Recursos Minerales de la URSS (ru) en Moscú. Al año siguiente, también comenzó a realizar investigaciones científicas en Giredmet (ru]), el Instituto Estatal de Investigación y Diseño de Metales Raros. Trabajó en algunos de los primeros estudios de dispersión anómala, estudiando la naturaleza de las coloraciones de los cristales transparentes tanto naturales como sintéticos. En 1932, se mudó del apartamento que había compartido desde 1918 con Avramenko, se fue a vivir con su hijo y, más o menos al mismo tiempo, se intensificó su relación con Parnok. Entre enero de 1932 y agosto de 1933, Parnok escribió a Vedeneyeva treinta poemas en dos ciclos. El primer ciclo, con siete poemas, se tituló "Osa Mayor", y el segundo, con otros veintitrés poemas, "Bienes inútiles". Los poemas son un diario lírico de su romance y son poemas abiertamente eróticos dirigidos a su amante, haciendo pleno uso del doble sentido para burlarse de los posibles censores. Parnok siguió viviendo con Tsuberbiller y Vedeneyeva la visitó casi a diario hasta su muerte. La relación fue intensa y, al principio, Vedeneyeva se mostró reticente a la relación física. Puede que fuese su primera relación lésbica.
Vedeneyeva estaba con Parnok y Tsuberbiller cuando falleció, en 1933, y entró en una depresión. En el verano de 1934 viajó sola a Armenia para recuperarse, pero la depresión volvió en 1936 y a principios de ese año se retiró a un sanatorio cerca de Moscú y en verano hizo otro viaje en solitario a Sudak. De regreso a Moscú, Vedeneyeva terminó su doctorado en Ciencias Físicas y Matemáticas en 1937 y se trasladó al Instituto de Ciencias Geológicas de la Academia Nacional de Ciencias de la Unión Soviética para dirigir la sección de óptica en 1941. Trabajando con la Unidad de Ingeniería del Ejército Rojo, desarrolló un método de espectrofotometría para su uso sobre el terreno que trataba el problema del enmascaramiento del color debido a defectos cristalográficos. Al finalizar la Segunda Guerra Mundial en 1945, Vedeneyeva pasó a ser supervisora del Laboratorio de Óptica Cristalina del Instituto de Cristalografía. El mismo año fue condecorada con la Orden de la Insignia de Honor.
La investigación de Vedeneyeva continuó con el estudio del cuarzo ahumado. Evaluó los procesos de absorción y luminiscencia del cuarzo y la interrelación de éstos con sus propiedades termoluminiscentes. También evaluó la adsorción de colorantes orgánicos sobre cristales de tiazina y nitrato de bario, así como sobre plomo y estroncio. Desarrolló y diseñó instrumentos que mejoraron los métodos de examen óptico de cristales y desarrolló métodos para clasificar y diagnosticar minerales arcillosos y arcillas presentes en tintes orgánicos. En 1952, Vedeneyeva fue galardonada con el Premio Stalin de tercer grado por sus inventos y mejoras de los métodos de producción en el campo de la exploración y la minería, y en 1954 recibió la Orden de Lenin.

## Muerte y legado
Vedeneyeva falleció en Moscú el 31 de diciembre de 1955, unos meses después que su amiga Avramenko. Sus métodos de investigación e invenciones fueron ampliamente utilizados en geología tanto en Rusia como en el extranjero. Las publicaciones relacionados con los trabajos de Vedeneyeva se encuentran en la Universidad Estatal de Moscú de Tecnologías de Química Fina.